# Il deserto della Libia
Il deserto della Libia è un romanzo, in parte autobiografico, dell'autore italiano Mario Tobino del 1952.
Dal libro sono stati liberamente tratti i film Scemo di guerra, diretto da Dino Risi e uscito nel 1985, e Le rose del deserto, diretto da Mario Monicelli e uscito nel 2006.

## Trama
All'entrata dell'Italia nella seconda guerra mondiale, il narratore della storia (un medico psichiatra) è richiamato alle armi e assegnato alla 31ª sezione di sanità di stanza in Libia, presso l'oasi di Sorman.
A comandare il presidio è il maggiore Beluschi, un coscienzioso oculista che di propria iniziativa si mette a curare gli abitanti dell'oasi che soffrono di tracoma. Ciò vale al personale medico il rispetto della popolazione indigena e la visita da parte del patrizio locale Mahmùd ben Mohamèd, che invita a pranzo gli ufficiali, tra i quali spicca il tenente dottor Marcello.
Assieme al narratore giunge nell'oasi il capitano medico Oscar Pilli, che assume il comando in seguito al ritorno di Beluschi in patria. A partire da tale momento il Pilli dà libero sfogo a tutte le sue stravaganze (tra le quali la cleptomania), che mettono in seria difficoltà i suoi sottoposti; questi ultimi allora informano in modo ufficioso il comando di Tripoli dell'operato del capitano. Una prima ispezione a Sorman ha esito favorevole per Pilli; successivamente però viene richiamato per una visita nella quale gli viene diagnosticato un principio d'esaurimento e gli viene assegnata una licenza di due mesi.
Mahmùd invita Marcello a casa sua perché visiti la nipote: il medico, che prima di partire aveva del mondo arabo una visione romantica sullo stile de Le mille e una notte, si rende conto di quanto sia difficile entrare a contatto con le donne arabe. Colpito dall'avvenenza della fanciulla, inventa delle malattie per avere la possibilità di visitarla ancora.
A novembre del 1940 Marcello è trasferito a Tripoli poi, in seguito allo sbarco dell'Afrikakorps di Rommel in Libia, segue la controffensiva delle forze dell'Asse fermandosi prima a Sirte poi a Tobruk, dove trova la morte nell'estate del 1941.

## Personaggi
- Il tenente Marcello: il protagonista della vicenda. Funge da narratore per il capitolo Taccuino ritrovato nella cassetta militare del tenente Marcello.
- Il maggiore Beluschi: primo comandante della 31ª sezione a Sorman, oculista. Era un uomo ubbidente al proprio dovere, con le mani delicate; la cosa in lui più viva era l'amore per la consorte, che era giovane e bella.[1] Per stare più vicino a lei, chiede e ottiene di essere rimpatriato, lasciando campo libero a Pilli.
- Mahmùd ben Mohamèd: patrizio dell'oasi di Sorman, di circa trent'anni. Possedeva "giardini"  che sono appezzamenti ciascuno con uno o due pozzi, aveva diversi cammelli, qualche altro capo di bestiame; e una casa quasi all'europea; era un uomo forte e bello; rispettosissimo, o forse fanatico, della religione e dei modi arabi; nell'oasi era l'unico aperto a ciò che poteva venire dall'Europa o dal mondo.[2]  Per spirito pratico e convenienza politica tiene buoni rapporti con le forze italiane, ma esorta i suoi connazionali a sentirsi superiori agli occupanti grazie alla loro religione.
- Oscar Pilli: primo capitano medico, capo del presidio dalla partenza di Beluschi fino alla sua rimozione. Tra le sue stranezze si ricordano la propensione al furto, le timbrature in fronte ai soldati, le recite di finte messe cantate e i giochi di ruolo di guerra. Usa spesso le frasi "Per il bene che ti voglio, carissimo, mio caro, sei per me come un fratello".[3]
- Alessandrina Tynne: protagonista di un racconto udito da Marcello nel capitolo Storia di Alessandrina Tynne. È una giovane olandese che, nel 1869, intraprende la traversata del Sahara. Essendosi fermata per un mese nell'oasi di Murzuk, ben voluta da due maggiorenti locali, viene uccisa dai predoni del deserto poco dopo essersi rimessa in viaggio. I suoi resti non vengono mai ritrovati.
- Benedetto: soldato semplice, contadino di Anghiari, alle dipendenze di Marcello a Sorman e a Tobruk.
- Ghezzi: infermiere di Arezzo, alle dipendenze di Marcello a Tobruk.
- Ciradella: soldato semplice, orefice di Bari, alle dipendenze di Marcello a Tobruk col compito di tenere i registri.

## Critica
È stato notato da più parti come il libro abbia una struttura che oscilla tra quella del romanzo e quella del diario di guerra.
Alla sua uscita, il libro suscitò reazioni contrastanti; tra le più negative, quella di Palmiro Togliatti collo pseudonimo di Roderigo su Rinascita, che paragonò il suo autore a Pinocchio. Successivamente fu riconosciuto tra le migliori opere di Tobino, grazie al sentimento che lo pervade e che non può essere slegato dalle opinioni antifasciste dell'autore. Lo stile è caratterizzato da una sintassi non sempre regolare, con anacoluti e incisi che ricordano le poesie dello stesso autore.

## Edizioni
- Mario Tobino, Il deserto della Libia, collana I gettoni, n. 7, Torino, Einaudi, 1952.
- Mario Tobino, Il deserto della Libia, collana I coralli, n. 63, Torino, Einaudi, 1955.
- Mario Tobino, Il deserto della Libia, collana Il bosco, n. 141, Milano, Mondadori, 1964.
- Mario Tobino, Il deserto della Libia, collana I coralli, n. 225, Torino, Einaudi, 1966.
- Mario Tobino, Il deserto della Libia, collana Letture per la scuola media, con note di Sebastiano Vassalli, n. 31, Torino, Einaudi, 1974.
- Mario Tobino, Il deserto della Libia, collana Scrittori italiani e stranieri, Milano, Mondadori, 1976.
- Mario Tobino, Il deserto della Libia, collana Oscar narrativa, introduzione di Gilberto Finzi, n. 165, Milano, Mondadori, 1977.
- Mario Tobino, Il deserto della Libia, collana Oscar narrativa, n. 1771, Milano, Mondadori, 2001, ISBN 88-04-49679-7.
- Mario Tobino, Il deserto della Libia con Il libro della Libia, collana Oscar scrittori moderni, introduzione di Laura Barile, cronologia e bibliografia di Paola Italia, nota al testo di Paola Italia e Giulia Fanfani, n. 1771, Milano, Mondadori, 2011, ISBN 978-88-04-61276-6.